# Czadan
Czadan (ros.: Чадан; tuw.: Чадаана, Czadaana) – miasto w azjatyckiej części Rosji, w Republice Tuwy, na zachodzie Kotliny Tuwińskiej, nad rzeką Czadan; siedziba administracyjna kożuunu dzun-chemczyckiego. W 2010 roku liczyło ok. 9 tys. mieszkańców. Ośrodek przemysłu olejarskiego.
Miejscowość otrzymała prawa miejskie w 1945 roku.